# Maurits de Bruijn
Maurits de Bruijn (1984, Maasland, Zuid-Holland) is een Nederlandse schrijver en journalist. Hij heeft onder andere geschreven voor NRC, de Volkskrant, de Arnhem Mode Biennale, Marie Claire en kunsttijdschrift Mister Motley, waar hij ook redacteur is.

## Biografie
De Bruijn werd geboren in een progressief gereformeerd gezin met een gereformeerde vader, een van oorsprong joodse moeder en drie oudere broers. Aan de Gerrit Rietveld Academie in Amsterdam volgde hij de opleiding Beeld en Taal. Met zijn beeldende werk heeft hij onder andere in Tel Aviv, São Paolo en het Stedelijk Museum in Amsterdam meegewerkt aan tentoonstellingen.

## Literair werk
Op aanraden van zijn docent Thomas Verbogt begon De Bruijn met het schrijven van zijn eerste roman Broer en studeerde hij af op (een deel van) het manuscript. Het gaat over zijn oudste broer, Maarten, die in december 1999 voor een jaar naar India vertrok. Maarten was op dat moment 22 jaar en was twee jaar ervoor ontslagen uit het sanatorium in Amersfoort, waar hij vanwege psychoses was opgenomen. Hij belde voor het laatst naar huis op hun vaders verjaardag. Daarna werd het stil. Maarten keerde uiteindelijk nooit terug.
Nadat in 2012 Broer was uitgekomen, wilde De Bruijn meteen beginnen met het beschrijven van zijn moeders geschiedenis in relatie tot de Holocaust. Zij stond hier echter niet achter. Daarom schreef De Bruijn eerst nog een ander boek, de roman De achterkant van de zon (2016). Uiteindelijk liet De Bruijns moeder zich uitvoerig interviewen, wat resulteerde in zijn derde boek, Ook mijn Holocaust (2020). Tijdens de Tweede Wereldoorlog werd zijn moeder door haar ouders ondergebracht in een onderduikgezin in Maasland, de gereformeerde buren die op dat moment nog kinderloos waren. Aan hen droeg De Bruijn het boek op.
In het Algemeen Dagblad verscheen een voorpublicatie. Er ontstond vervolgens enige commotie omtrent de gebruikte illustratie. De illustrator had ervoor gekozen het gezicht van De Bruijn te tekenen. In het portret verwerkte hij een concentratiekamp, met prikkeldraad, ovens en wagens vol mensen. De Bruijn ervoer de illustratie als heftig om te zien, want het "kwam te dichtbij" en was volgens hem "te zeer één op één". Daarnaast zou de illustratie niet in overleg zijn gemaakt.
Om zijn Joodse identiteit meer gestalte te laten krijgen, ging De Bruijn op 12-jarige leeftijd met zijn vader en voor het eerst naar Israël.
Eind 2022 verscheen Op de sofa, een bundel die De Bruijn samenstelde. Hij vroeg dertien schrijvers naar hun ervaringen met therapieën, onder wie Chris Kijne, Bent Van Looy, Tobi Lakmaker en Jente Posthuma. Zelf onderging De Bruijn EMDR-therapie om de hevigheid van zijn trauma's te verzachten.
In april 2024 verscheen Man maakt stuk. De roman ontving lovende recensies en bereikte de longlist van de Boekenbon Literatuurprijs, De Boon 2025 en de shortlist van de Libris Literatuur Prijs. Het juryrapport van de Libris Literatuur Prijs meldde het volgende over de roman: "Behalve een spannend boek is De Bruijns derde fictietitel ook een knappe, contemporaine ideeënroman. Er zijn scherpe aanrakingen met verschillende discoursen van onze tijd, zoals die over gentrificatie, over klassenverschillen, over raciale gelijkheid of ongelijkheid, over privilege, over representatie, over eigenaarschap, over heteronormativiteit en over queer identiteit. Zo opgesomd lijkt dat een bijeengebezemde cursus heden & nu, maar Maurits de Bruijn laat zijn verhaal nergens kaal theoretiseren. Man maakt stuk is een boek dat de lezer tot mede-David maakt, we worden ondergedompeld in een vertelling die evenzeer meevoert als aanzet tot denken."
In 2024 maakte hij samen met Randy Vermeulen de vijfdelige podcast En niemand bleef onaangeraakt over de aidsepidemie. In november 2024 werd aan En niemand bleef onaangeraakt een Podcast Award voor beste sound design toegekend. De Volkskrant, De Standaard en Humo benoemden de serie tot de beste podcast van 2024. Ook NRC, de VPRO Gids, Trouw en Het Parool namen de podcast op in hun eindejaarslijstjes.

## Privéleven
De Bruijn is homoseksueel en omschrijft zichzelf als 'queer'.

### Bestseller 60
| Boeken met noteringen in de Nederlandse Bestseller 60 | Jaar van verschijnen | Datum van binnenkomst | Hoogste positie | Aantal weken | Opmerkingen |
| ----------------------------------------------------- | -------------------- | --------------------- | --------------- | ------------ | ----------- |
| Geweten                                               | 2025                 | 21-05-2025            | 38              | 3            |             |